# 金龙大道
金龙大道是中华人民共和国广东省惠州市的一条主干道路，连接惠城区与龙门县，是惠州市南北交通的重要通道。其中三环北路、新寮北路与金龙大道交汇处往北至博罗县杨村镇十二岭立交桥段编入205国道，十二岭立交桥往北至龙门县城段编入220国道（原为244省道）。

## 概述及沿革
金龙大道是惠州市的一条南北向区县间运输通道以及国道干线，也是惠州市前往韶关等粤北地区的交通动脉。由于龙门县是重要石灰石及水泥产区，金龙大道作为该县向惠州南部以及深圳地区运输建材的重要通道，其龙门往惠州方向（北往南）一侧道路一直受到超载大型货车如水泥车、矿产车等的长期碾压而损毁严重，与路况较好的另一侧惠州往龙门方向（南往北）道路形成鲜明对比。故该路被当地市民戏称为“阴阳路”。“阴阳路”路况严重阻碍龙门县城与惠州市区间的交流，因而当地政府屡次进行大修并开展专项行动打击超载行为，但未能根本上解决问题。
2009年9月开始，惠州市政府总共投入资金4.1亿元，对金龙大道的70.8公里路面进行全线大修。2010年大修完成，但仅一年后道路即损坏。
2016年，金龙大道再次大修。
2018年，惠城区路段启动改造，将扩建为双向10车道并进行快速化改造。
2019年以后，金龙大道龙门县段陆续进行改造。其中县城至平陵段按照一级公路标准及城市主干道路标准重修并扩建为双向6车道并增加辅道，平陵至龙门博罗交界处则改造扩建为双向6车道。其中部分路段已于2020年1月建成。
2020年初，金龙大道公庄至四角楼段重修工程启动，拟将水泥路面改为沥青混凝土路面。3月，该工程复工。
2022年8月30日，金龙大道惠城区段快速化改造工程正式完工通车，连接广惠高速公路的长坑互通亦更名为金龙互通。

## 交通事故
2002年4月13日，金龙大道龙门平陵境内路段发生一宗交通事故，造成3人死亡、2人重伤、3人轻伤。
2006年4月19日上午5时多，一辆载着润滑油的大货车由深圳向广州方向行驶，行驶到惠州过境公路与金龙大道南端交会处时，与一辆从金龙大道南端驶来的大货车相撞。载着润滑油的大货车的司机当场死亡，坐在副驾驶室的助手重伤；载着水泥的大货车的司机和助手则无大碍。
2010年3月13日13时19分许，由江西省定南县驶往广东省深圳市的赣B66656金龙牌大客车，载员57人（其中有两个未满周岁的小孩），途经金龙大道惠城区九龙村上坑桥路段处时翻側，造成15人死亡（其中13人当场死亡），8人受伤、客车严重损坏的重大道路交通事故。
2011年7月10日16时30分许，在金龙大道博罗县公庄镇围新村路段，发生一宗小客车与摩托车相碰撞的重大道路交通事故。事故造成2人当场死亡，3人受轻伤，两车受到不同程度损坏。

## 主要交汇道路
（自南往北）
- 三环北路、新寮北路
- 金罗路
- 长深高速 济广高速四角楼收费站
- 长深高速 济广高速泰美收费站
- 十二岭立交桥（与 220国道(原 244省道）（十二岭-青塘段）及 205国道（十二岭-河源段）交会）
- 金杨大道
- 广河高速公路 汕湛高速公路公庄收费站
- 公庄大道
- 杨平大道
- 259省道（原 224县道）
- 武深高速龙门收费站
- 增龙公路（原 增龙公路）、青龙路
- 西林路
- 迎宾大道（原 迎宾大道）